# Wuxing, Xuanzhou
Wuxing (kinesiska: 五星) är en socken i östra Kina. Den ligger i stadsdistriktet Xuanzhou i staden Xuancheng i provinsen Anhui, omkring 170 kilometer sydost om provinshuvudstaden Hefei. Antalet invånare är 21 309. Befolkningen består av 10 397 kvinnor och 10 912 män. Barn under 15 år utgör 14,0 %, vuxna 15-64 år 74 %, och äldre över 65 år 10,0 %.